# Mário Centeno
Mário José Gomes de Freitas Centeno (Olhão, 9 dicembre 1966) è un economista e politico portoghese, governatore della Banca del Portogallo dal luglio 2020, già Ministro delle finanze del Portogallo dal  2015 al 2020 e presidente dell'Eurogruppo dal 2018 al 2020.

## Biografia
Nato a Olhão il 9 dicembre 1966, Mário José Gomes de Freitas Centeno ha studiato economia presso l'Università Tecnica di Lisbona, dove si è laureato nel 1990. Ha in seguito ottenuto due master, il primo in matematica applicata sempre presso l'Università Tecnica di Lisbona nel 1993, il secondo in economia presso l'Università di Harvard nel 1998, e un dottorato all'Università di Harvard nel 2000.
Esperto di mercato del lavoro, Centeno ha trovato impiego presso la Banca del Portogallo nel 2000, dove ha lavorato come economista fino al 2004. Dal 2003 al 2005 è stato membro del comitato esecutivo dell'Associazione europea degli economisti del lavoro (EALE). Dal 2004 al 2013 è stato direttore assistente del dipartimento di economia della Banca centrale; negli stessi anni è stato membro del Comitato economico e finanziario della Commissione europea. Ha anche diretto il gruppo di lavoro di sviluppo di statistiche di macroeconomia del Consiglio superiore di statistica tra il 2007 e il 2013.
Dal 2014 Centeno è professore presso l'Università Tecnica di Lisbona, prestando servizio anche come consulente della Banca centrale portoghese. Inoltre è stato il principale consigliere di politica economica del leader socialista António Costa, con l'incarico di coordinare il programma economico del partito prima delle elezioni legislative del 2015.
A seguito della formazione del governo guidato da António Costa, dal 26 novembre 2015 è Ministro delle finanze del Portogallo.
Il 4 dicembre 2017 Centeno è stato eletto come successore di Jeroen Dijsselbloem alla presidenza dell'Eurogruppo, incarico che ha assunto dal 13 gennaio 2018.
Il 15 giugno 2020 si dimette da Ministro delle finanze del Governo di António Costa; gli succede João Leão fino a quel momento Segretario di Stato del Bilancio. Rimane presidente dell’Eurogruppo fino al 13 luglio 2020 quando viene sostituito da Paschal Donohoe, Ministro delle finanze irlandese.